# Tekeze
Tekeze (anglicky Tekezé River), známá též pod názvem Setit, je velká řeka protékající převážně na etiopském území. Je to významný pravostranný přítok řeky Atbary. Délka toku činí 608 km. Plocha povodí dle FAO měří 66 800 km².

## Průběh toku
Řeka pramení na severu Etiopie v Simienských horách, jež jsou nejvyšší částí Etiopské vysočiny. Na horním toku teče převážně severním směrem. Na středním toku si řeka razí cestu na severozápad hlubokým kaňonem. Dolní tok směřuje k západu, tvoří hranici mezi Etiopií a Eritreou. Níže po proudu vtéká Tekeze-Setit na území Súdánu, kde se vlévá zprava do řeky Atbary.

## Vodní režim

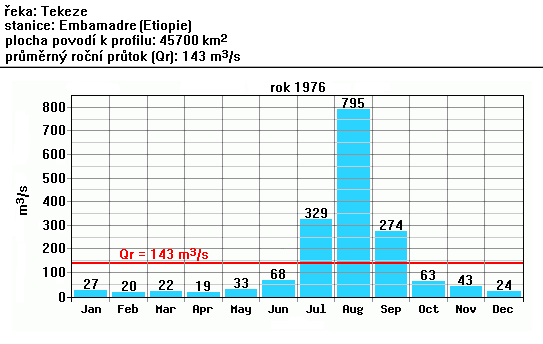
Neovlivněné rozložení průtoku během roku ve stanici Embamadre

Vodní režim Tekeze byl před výstavbou stejnojmenné přehrady velmi podobný vodnímu režimu Atbary, který je v současné době také výrazně ovlivněn hospodařením na tomto vodním díle. Maxim řeka dosahovala v červenci až srpnu. Po zbytek roku měla nízký stav vody. Na rozdíl od dolního toku Atbary však byla stálá. Průměrný roční průtok (Qr) během měření v roce 1976 ve stanici Embamadre v Etiopii (plocha povodí k profilu 45 700 km²) činil 143 m³/s.

## Využití

### Energetika
V Etiopii, přesněji na hranicí svazových států Amharsko a Tigraj, byla na řece v únoru roku 2009 dokončena stavba hydroelektrárny Tekeze, jejíž 188 m vysoká betonová hráz zadržuje 9,3 km³ vody. Celkový výkon všech čtyř turbín je 300 MW. V době dokončení se jednalo o nejvyšší přehradní hráz na africkém kontinentě.
Na dolním toku řeky Setit ve východním Súdánu byla během let 2010 až 2017 vybudována přehrada Burdana. Hráz vodního díla je vysoká 50 m a nachází se zhruba 20 km nad soutokem s Atbarou, na níž nedaleko odtud souběžně probíhala výstavba dalšího vodního díla s 55 m vysokou hrází, které se nazývá Rumela. Hráze obou přehrad jsou spojeny a vytvářejí tak 13 km dlouhý celek. Tato zdvojená přehrada s celkovým objemem 2,7 km³ a dvěma nezávislými bezpečnostními přelivy slouží k výrobě energie a zároveň reguluje průtoky v obou řekách. Další význam spočívá v zachycení splavenin, které by zanášely vodní nádrž Khashm el-Girba.